# إليانور ورثينجتون كوكس
إليانور ورثينجتون كوكس هي ممثلة إنجليزية ولدت في 21 يونيو 2001.

## روابط خارجية
إليانور ورثينجتون كوكس على موقع IMDb (الإنجليزية)
- إليانور ورثينجتون كوكس على موقع قاعدة بيانات الفيلم (الإنجليزية)